# Gaffel
Una Gaffel nella città libera imperiale di Colonia era un'associazione di cittadini, che prendeva origine da una o più corporazioni. Le Gaffeln furono dal 1396 fino all'Occupazione francese del 1794 le organizzazioni politiche dominanti nella città di Colonia.
Le Gaffeln possono essere viste come un incrocio fra delle confraternite e delle società di mutuo soccorso, le quali si impegnavano anche per occuparsi dei loro membri e delle loro famiglie in stato di bisogno.

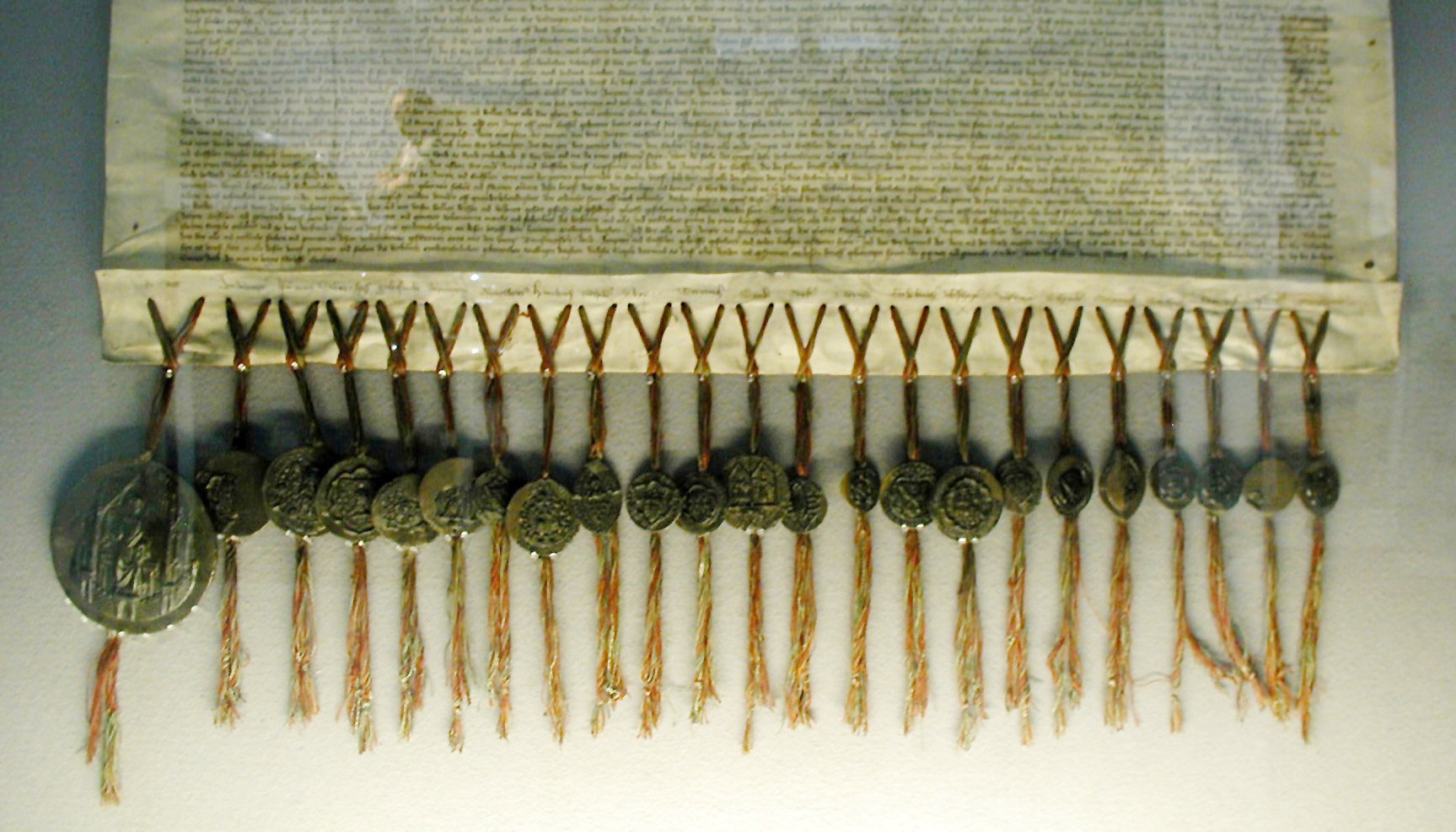
Patto di alleanza con il sigillo della Città e quelli delle 22 Gaffeln

## Storia e descrizione

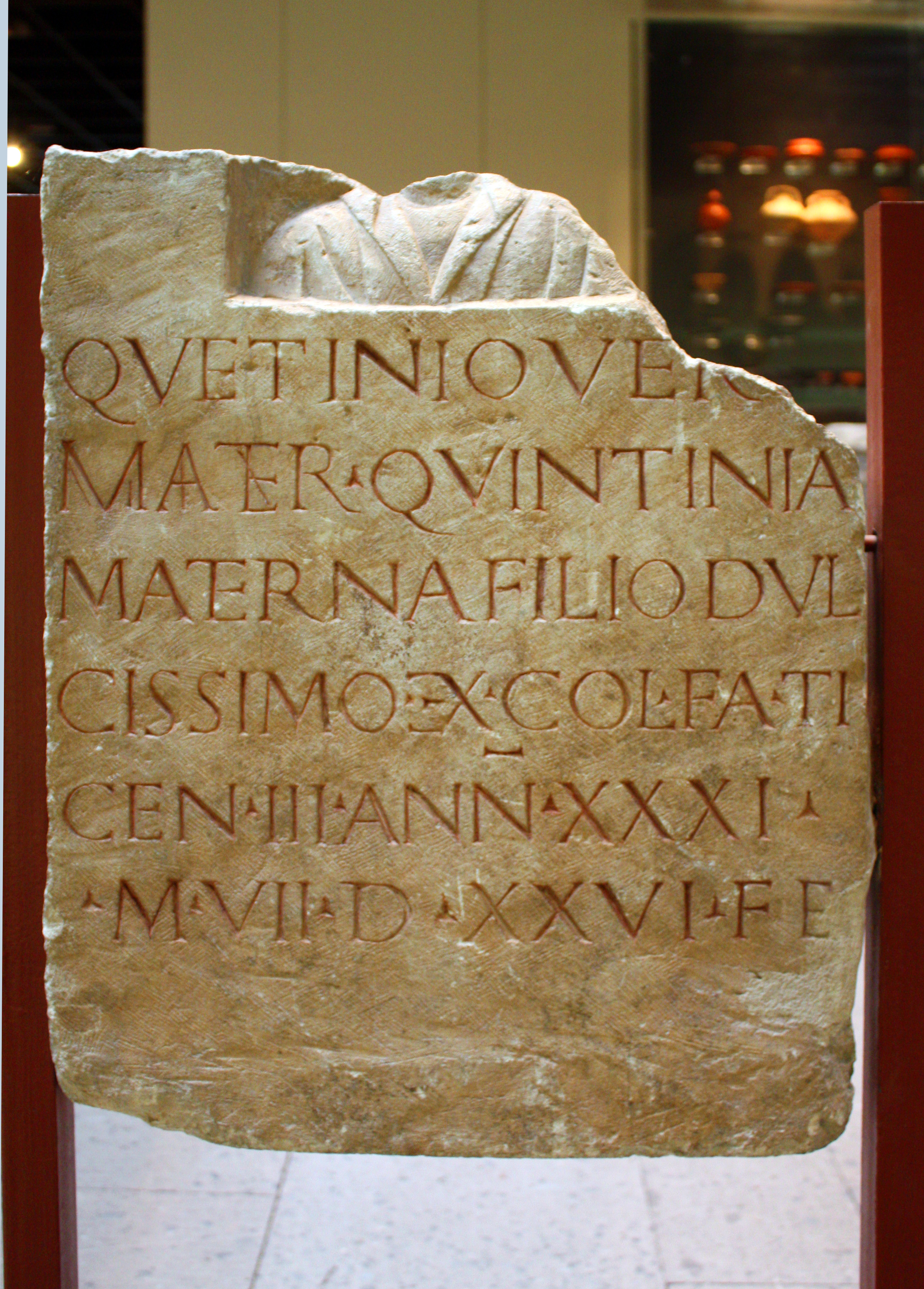
Quinto VETINIO VERo...
EX COLlegio FAbrum TIgnariorum ("A Quinto Vetinio Vero ... da parte del collegium dei falegnami")

I precursori delle corporazioni di Colonia possono essere individuati nei collegia di età tardoromana, documentati epigraficamente dalla lapide tombale del falegname Vetinio Vero.
Fino a questo punto si vedevano non solo le famiglie dominanti, ma anche i semplici cittadini e gli artigiani iscritti alle corporazioni secondo un'antica tradizione. Questi costituivano a Colonia circa il 6–8% della popolazione. Ad essi non appartenevano ad esempio le donne, i giovani, i chierici, gli acrobati, i mendicanti, gli acattolici, i lavoranti artigiani, le persone che esercitavano mestieri "disonorevoli", come i boia, gli scorticatori, le prostitute, i cerusici ed altri ancora.
Una Gaffel non s'identificava con una determinata corporazione, infatti era aperta anche ai cittadini che non si dedicassero a nessuna attività inquadrata e regolamentata, in quanto ogni cittadino doveva essere iscritto ad una Gaffel. Inoltre corporazioni collegate potevano essere riunite in una sola Gaffel. Perciò in pratica ogni cittadino apparteneva ad una Gaffel, cosicché in caso di minaccia alla città da parte di qualunque aggressore si radunavano per la difesa i membri delle Gaffeln, ovvero tutti i cittadini che fossero in qualche modo adatti alla guerra cioè (dal 1396) tutti gli abitanti dai 18 ai 70 anni (compresi i residenti che non avevano la cittadinanza).
A capo di ogni Gaffel c'era un Amtsmeister eletto per un anno. A loro volta le Gaffeln eleggevano 36 dei 49 "Signori del Consiglio" della Città di Colonia. Gli altri 13 Consiglieri, il cosiddetto Gebrech, venivano cooptati dai già eletti fra i cittadini di qualunque Gaffel. La durata dei Consiglieri era di un anno e la rielezione era possibile dopo due anni dal mandato precedente. Il Consiglio Comunale (Rat) eleggeva al suo interno i due borgomastri. Per prendere le decisioni più importanti, come le dichiarazioni di guerra e i trattati di pace, il Consiglio doveva consultare anche due rappresentanti per ogni Gaffel, i cosiddetti Quarantaquattro.
Il 14 settembre 1396 le 22 Gaffeln sottoscrissero la "Lettera di alleanza", che introdusse a Colonia un ordinamento costituzionale in qualche modo democratico. Attraverso di esso le Gaffeln assunsero la gestione politica della Città, togliendola alla consorteria delle famiglie patrizie, che a Colonia si chiamava Richerzeche. Nel 1450 gli abitanti di Aquisgrana fecero come quelli di Colonia e promulgarono la cosiddetta Aachener Gaffelbrief.

## Le 22Gaffeln(con il numero di seggi in Consiglio)
I mestieri economicamente più importanti in Città erano quelli legati alla produzione e al commercio dei panni di lana, nonché al commercio in generale. Le Gaffeln incentrate sul commercio avevano complessivamente sette seggi nel Consiglio, le attività legate alla lana ne avevano in totale quattro.

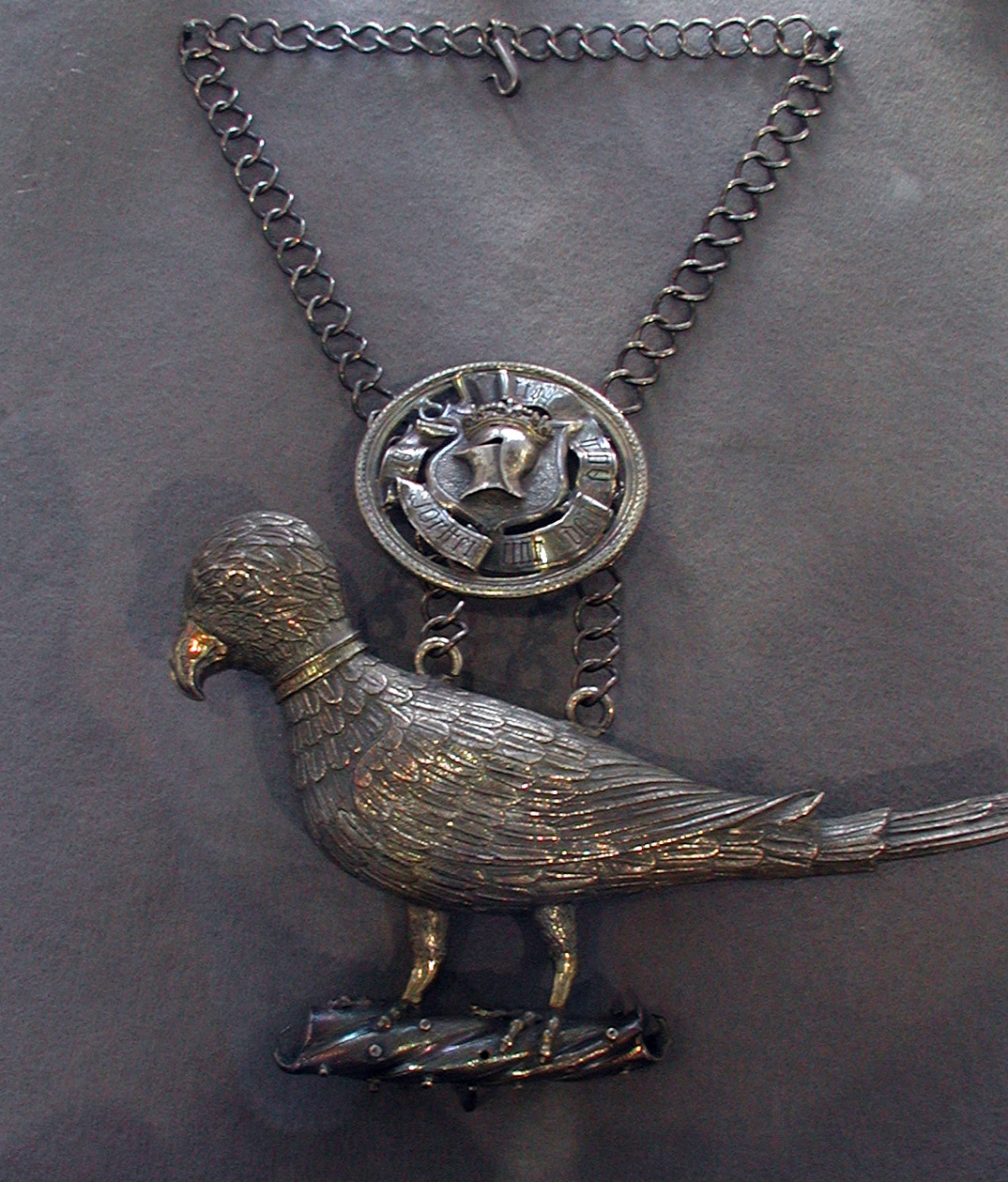
Collare per vincitore di gara di tiro a segno con il simbolo della Gaffel degli Sarwörter

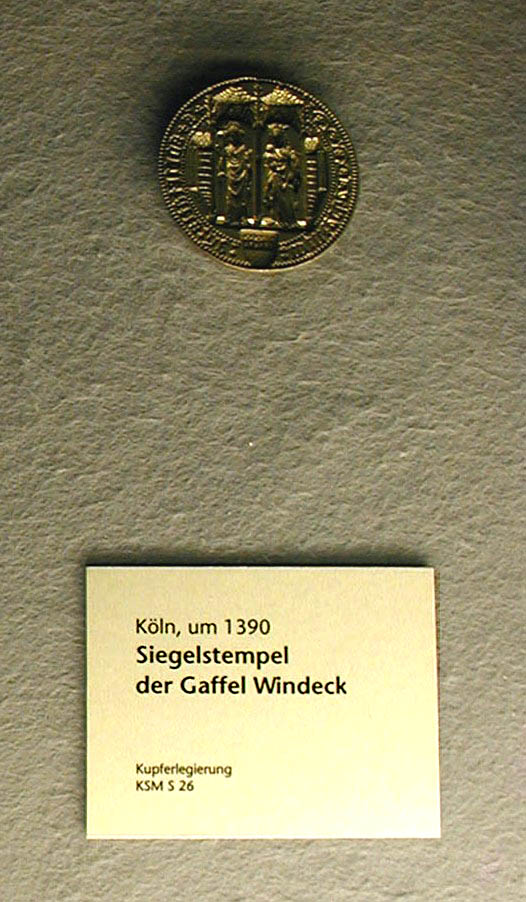
Sigillo della Gaffel Windeck

1. Wollenhaupt (Gaffel dei lanaioli), corporazioni appartenenti: tessitori di lana, cimatori di panni, conciatori 4
2. Eysenmarkt, associazione dei commercianti, forse originariamente gilda dei mercanti di ferro 2
3. Schwarzhaus ("casa nera"), corporazioni appartenenti: tintori di lino color indaco, mercanti di gualdo 2
4. Goldschmidt (Gaffel degli orefici), corporazioni appartenenti: battilori, filatrici d'oro 2
5. Windeck, associazione dei commercianti del Mercato Vecchio, forse originariamente gilda dei mercanti che andavano in Inghilterra 2
6. Buntwörter (Gaffel dei vairari), corporazioni appartenenti: pellicciai 2
7. Himmelreich, corporazione dei mercanti 2
8. Bindelmacher, corporazioni appartenenti: cinturai, tornitori, fabbricanti di spazzole, chiodaiuoli, pettinai, battifogli di latta 2
9. Aren, corporazioni appartenenti: correggiai 2
10. Fischamt, corporazioni appartenenti: pescivendoli, barcaioli, rilegatori di libri 2
11. Schmidt, corporazioni appartenenti: fabbri, fabbricanti di serrature, coltellai, fonditori, carrai 2
12. Schilderer und Glaswörter, corporazioni appartenenti: pittori, vetrai, sellai 1
13. Steinmetzer, corporazioni appartenenti: scalpellini, carpentieri, falegnami, pentolai di terracotta, scultori, intagliatori di legno, copritetti, selciatori 1
14. Becker, corporazioni appartenenti: fornai 1
15. Fleischhauer, corporazioni appartenenti: macellai 1
16. Schröder, corporazioni appartenenti: sarti, berrettai 1
17. Schuhmacher, corporazioni appartenenti: calzolai, ciabattini, rifinitori di corami 1
18. Sarwörter ("fabbricanti di aratri") corporazioni appartenenti: armorari, spadari, barbieri, guantai, borsai, cappellai, cestai 1
19. Kannengießer, corporazioni appartenenti: stagnai, fabbricanti di ganci, cordai 1
20. Fassbinder, corporazioni appartenenti: bottai 1
21. Ziechenweber (Gaffel dei tessitori di lino), corporazioni appartenenti: tessitori di lenzuola, tessitori di tela misto lana e lino (Sartuch), tessitori di tovaglie, mercanti di cotonate, caffè e prodotti indiani 1
22. Brewer, corporazioni appartenenti: birrai 2

Al di fuori della lega delle Gaffeln rimanevano le seguenti corporazioni e mestieri: mercanti di seta, filatori di seta, tessitori di seta, setaiole, tessitori di passamanerie, fabbricanti di finimenti grossi e fini, fabbricanti di refe di lino, sarti di vesti intere, distillatori di acquavite, torrefattori, maestri di scherma e altre piccole corporazioni.

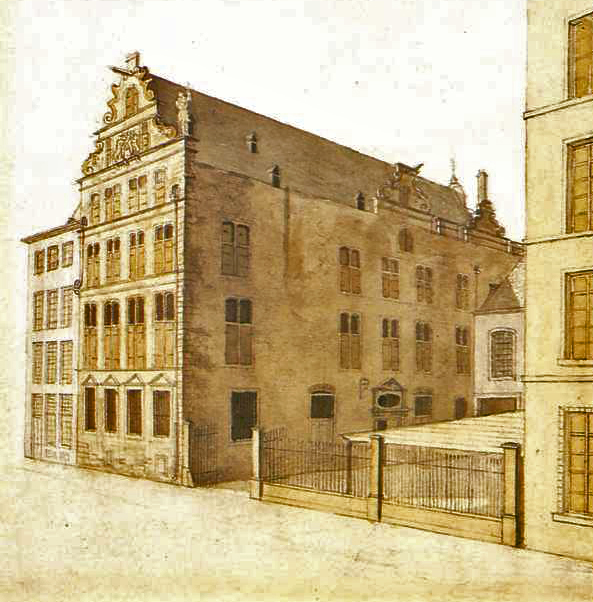
La casa dei bottai nel 1539